# 58-й бомбардировочный авиационный полк
58-й бомбардировочный авиационный Старорусский Краснознамённый ордена Суворова полк, он же 58-й скоростной бомбардировочный авиационный полк — воинская часть Вооружённых сил СССР в Великой Отечественной войне.

## История
Полк сформирован в 1939 году в Старой Руссе.
Принимал участие в Зимней войне
В составе действующей армии во время ВОВ c 22 июня 1941 по 20 сентября 1941, с 22 апреля 1942 по 20 ноября 1943 и с 7 января 1944 по 9 мая 1945 года.
На 22 июня 1941 года базируется в Старой Руссе, имея на вооружении 47 самолётов СБ (в том числе 8 неисправных), а также 17 Пе-2 (из них 1 неисправный), ещё не освоенных экипажами.
В течение лета 1941 года действует по наступающим вражеским войскам в Прибалтике, Псковской области, производит бомбардировку переправ на Даугаве и Луге. Так, по собственным отчётам, за один налёт вечером 2 июля 1941 года лётчики полка уничтожили в районе озера Лубана 19 танков противника.
В начале августа 1941 года перебазировался на полевой аэродром Новоселицы, в конце августа 1941 года передал оставшиеся самолёты в другие полки и в сентябре 1941 года отбыл на переформирование в Балашов, где находится до апреля 1942 года, укомплектовываясь новыми боевыми машинами — Пе-2 и изучая матчасть.
С 22 апреля 1942 года до ноября 1943 года действует в интересах Северо-Западного фронта в районах Старая Русса, Демянск, Холм. В ноябре 1943 года отведён в резерв, пополняется и доукомплектовывается, после чего поступил в распоряжение Ленинградского фронта для участия в Ленинградско-Новгородской операции. В составе Ленинградского фронта действует вплоть до окончания 1944 года, действует в районах Луги, Кингисеппа, Нарвы, Пскова, Таллина, Риги. Так, 6 марта 1944 года бомбит станцию Пылва, 3 апреля 1944 года Остров, в июне 1944 года наносит многократные удары по вражеским опорным пунктам в Прибалтике, 26 июля 1944 года совершает налёт на станцию Тапа. Также в июне-июле 1944 года привлекался к участию в Выборгской операции
В 1945 году действует в Восточной Пруссии. Так 3 февраля 1945 года бомбит Кройцбург и Бартенштейн, 5 февраля 1945 года бомбит Цинтен и Пиллау, 18 февраля 1945 года бомбит Кёнигсберг, 7 марта 1945 года Браунсберг.
В апреле 1945 года производит бомбардировки укреплений Кёнигсберга.
Полк принял участие в Параде Победы.

## Подчинение
| Дата            | Фронт (округ)             | Армия                | Корпус | Дивизия (бригада)                          | Примечания |
| --------------- | ------------------------- | -------------------- | ------ | ------------------------------------------ | ---------- |
| 22.06.1941 года | Северный фронт            | -                    | -      | 2-я смешанная авиационная дивизия          | -          |
| 01.07.1941 года | Северный фронт            | -                    | -      | 2-я смешанная авиационная дивизия          | -          |
| 10.07.1941 года | Северный фронт            | -                    | -      | 2-я смешанная авиационная дивизия          | -          |
| 01.08.1941 года | Северный фронт            | -                    | -      | 2-я смешанная авиационная дивизия          | -          |
| 01.09.1941 года | Ленинградский фронт       | -                    | -      | 2-я смешанная авиационная дивизия          | -          |
| 01.10.1941 года | Приволжский военный округ | -                    | -      | -                                          | -          |
| 01.11.1941 года | Приволжский военный округ | -                    | -      | -                                          | -          |
| 01.12.1941 года | Приволжский военный округ | -                    | -      | -                                          | -          |
| 01.01.1942 года | Приволжский военный округ | -                    | -      | -                                          | -          |
| 01.02.1942 года | Приволжский военный округ | -                    | -      | -                                          | -          |
| 01.03.1942 года | Приволжский военный округ | -                    | -      | -                                          | -          |
| 01.04.1942 года | Резерв Ставки ВГК         | -                    | -      | -                                          | -          |
| 01.05.1942 года | Северо-Западный фронт     | -                    | -      | -                                          | -          |
| 01.06.1942 года | Северо-Западный фронт     | -                    | -      | -                                          | -          |
| 01.07.1942 года | Северо-Западный фронт     | 6-я воздушная армия  | -      | ?                                          | -          |
| 01.08.1942 года | Северо-Западный фронт     | 6-я воздушная армия  | -      | ?                                          | -          |
| 01.09.1942 года | Северо-Западный фронт     | 6-я воздушная армия  | -      | ?                                          | -          |
| 01.10.1942 года | Северо-Западный фронт     | 6-я воздушная армия  | -      | ?                                          | -          |
| 01.11.1942 года | Северо-Западный фронт     | 6-я воздушная армия  | -      | ?                                          | -          |
| 01.12.1942 года | Северо-Западный фронт     | 6-я воздушная армия  | -      | -                                          | -          |
| 01.01.1943 года | Северо-Западный фронт     | 6-я воздушная армия  | -      | -                                          | -          |
| 01.02.1943 года | Северо-Западный фронт     | 6-я воздушная армия  | -      | -                                          | -          |
| 01.03.1943 года | Северо-Западный фронт     | 6-я воздушная армия  | -      | -                                          | -          |
| 01.04.1943 года | Северо-Западный фронт     | 6-я воздушная армия  | -      | -                                          | -          |
| 01.05.1943 года | Северо-Западный фронт     | 6-я воздушная армия  | -      | -                                          | -          |
| 01.06.1943 года | Северо-Западный фронт     | 6-я воздушная армия  | -      | -                                          | -          |
| 01.07.1943 года | Северо-Западный фронт     | 6-я воздушная армия  | -      | -                                          | -          |
| 01.08.1943 года | Северо-Западный фронт     | 6-я воздушная армия  | -      | -                                          | -          |
| 01.09.1943 года | Северо-Западный фронт     | 6-я воздушная армия  | -      | -                                          | -          |
| 01.10.1943 года | Северо-Западный фронт     | 6-я воздушная армия  | -      | -                                          | -          |
| 01.11.1943 года | Северо-Западный фронт     | 6-я воздушная армия  | -      | -                                          | -          |
| 01.12.1943 года | Резерв Ставки ВГК         | 6-я воздушная армия  | -      | -                                          | -          |
| 01.01.1944 года | Ленинградский фронт       | 13-я воздушная армия | -      | 276-я бомбардировочная авиационная дивизия | -          |
| 01.02.1944 года | Ленинградский фронт       | 13-я воздушная армия | -      | 276-я бомбардировочная авиационная дивизия | -          |
| 01.03.1944 года | Ленинградский фронт       | 13-я воздушная армия | -      | 276-я бомбардировочная авиационная дивизия | -          |
| 01.04.1944 года | Ленинградский фронт       | 13-я воздушная армия | -      | 276-я бомбардировочная авиационная дивизия | -          |
| 01.05.1944 года | Ленинградский фронт       | 13-я воздушная армия | -      | 276-я бомбардировочная авиационная дивизия | -          |
| 01.06.1944 года | Ленинградский фронт       | 13-я воздушная армия | -      | 276-я бомбардировочная авиационная дивизия | -          |
| 01.07.1944 года | Ленинградский фронт       | 13-я воздушная армия | -      | 276-я бомбардировочная авиационная дивизия | -          |
| 01.08.1944 года | Ленинградский фронт       | 13-я воздушная армия | -      | 276-я бомбардировочная авиационная дивизия | -          |
| 01.09.1944 года | Ленинградский фронт       | 13-я воздушная армия | -      | 276-я бомбардировочная авиационная дивизия | -          |
| 01.10.1944 года | Ленинградский фронт       | 13-я воздушная армия | -      | 276-я бомбардировочная авиационная дивизия | -          |
| 01.11.1944 года | Ленинградский фронт       | 13-я воздушная армия | -      | 276-я бомбардировочная авиационная дивизия | -          |
| 01.12.1944 года | Ленинградский фронт       | 13-я воздушная армия | -      | 276-я бомбардировочная авиационная дивизия | -          |
| 01.01.1945 года | 3-й Белорусский фронт     | 1-я воздушная армия  | -      | 276-я бомбардировочная авиационная дивизия | -          |
| 01.02.1945 года | 3-й Белорусский фронт     | 1-я воздушная армия  | -      | 276-я бомбардировочная авиационная дивизия | -          |
| 01.03.1945 года | 3-й Белорусский фронт     | 1-я воздушная армия  | -      | 276-я бомбардировочная авиационная дивизия | -          |
| 01.04.1945 года | 3-й Белорусский фронт     | 1-я воздушная армия  | -      | 276-я бомбардировочная авиационная дивизия | -          |
| 01.05.1945 года | 3-й Белорусский фронт     | 1-я воздушная армия  | -      | 276-я бомбардировочная авиационная дивизия | -          |

## Командиры
- Удонин, Илья Давыдович, полковник, 09.09.1938 — 09.09.1940
- Свинин, Александр Васильевич, майор, 28.07.1941 — 04.12.1941
- Серебряков, Николай Гаврилович, 19141 — 22.07.1942
- Скок, Иван Потапович[1], подполковник, 01.11.1942 — 17.11.43
- Анискин, Иван Семёнович, 17.11.1943 — ?

## Награды и наименования
| Награда                    | Дата       | За что получена |
| -------------------------- | ---------- | --- |
| Орден Красного Знамени     | 11.04.1940 | За образцовое выполнение боевых заданий командования на фронте борьбы с финской белогвардейщиной и проявленные при этом доблесть и мужество |
| «Старорусский»             | 4.05.1943  | В ходе войны многие авиачасти и соединения военных воздушных сил Красной Армии показали образцы мужества и геройства в борьбе против фашистских захватчиков. Некоторые из них уже получили звания Гвардейских частей и соединений, а иx личный состав с гордостью носит нагрудные знаки Гвардии Советского Союза. В целях дальнейшего закрепления памяти о героических подвигах наших славных Сталинских соколов и создании традиций для поступающего в эти части молодого поколения |
| Орден Суворова III степени | 26.04.1945 | за образцовое выполнение заданий командования в боях с немецкими захватчиками при овладении городом Браунсберг и проявленные при этом доблесть и мужество |

## Отличившиеся воины полка
| Награда | Ф. И. О.                         | Должность                                   | Звание               | Дата награждения | Данные о вылетах    | Примечания                         |
| ------- | -------------------------------- | ------------------------------------------- | -------------------- | ---------------- | ------------------- | ---------------------------------- |
| -       | Аникин, Андрей Иванович          | военный комиссар эскадрильи                 | старший политрук     | -                | -                   | 04.07.1941 совершил огненный таран |
|         | Квашнин, Иван Фирсович           | военный комиссар эскадрильи                 | батальонный комиссар | 21.03.1940       | -                   | посмертно, погиб 20.02.1940        |
|         | Кузнецов, Николай Васильевич     | Заместитель командира полка по лётной части | гвардии майор        | 29.06.1945       | 329 боевых вылетов. | -                                  |
|         | Остаев, Алексей Егорович         | старший лётчик                              | старший лейтенант    | 21.03.1940       | 30 боевых вылетов.  | погиб 07.01.1942                   |
|         | Савчук, Николай Васильевич       | Воздушный стрелок-радист                    | старший сержант      | 15.05.1946       | -                   | -                                  |
|         | Тарасевич, Константин Михайлович | штурман эскадрильи                          | капитан              | 29.06.1945       | 576 боевых вылетов  | посмертно, погиб 22.04.1945 года   |
|         | Трифонов, Борис Павлович         | командир звена                              | старший лейтенант    | 21.03.1940       | 45 боевых вылетов   |                                    |